# Riksförbundet Hälsofrämjandet
Riksförbundet Hälsofrämjandet (RHF), även kallat bara Hälsofrämjandet, är en svensk hälso- och nykterhetsorganisation, bildad på initiativ av hälsopionjären Are Waerland år 1940 som Allnordiska Förbundet för Folkhälsa.

## Historik
Förstegen till Allnordiska Förbundet för Folkhälsas grundande 1940 var Are Waerlands så kallade "Solviking-experiment", där han från 1936 omkring sig samlade en grupp människor, som med honom gick in för att fördjupa sig i hälsostudier av hans många böcker och leva en vegetarisk, frisksportande livsföring utan vare sig tobak, alkohol, kaffe eller droger. Dessa idéer spred sig och då det nordiska förbundet startade hade man drygt 5000 medlemmar i Sverige och cirka 1000 i övriga Norden. Man bedrev genom åren kampanjer och föredrag i Stockholms Konserthus och lokala enheter växte fram. 1940 etablerade sig förbundet också i Frisksporthuset på Mäster Samuelsgatan 10 i Stockholm och startade medlemstidskriften Solvikingen, som sedermera bytte namn till den nuvarande tidningen Hälsa. Man gav även ut ett flertal böcker inom området.
1958 bytte organisationen namn till Riksförbundet Hälsofrämjandet med mer svenskt fokus. Åren 1945-71 anslöts ett vegetariskt hälsohem på Kiholms gård, där Waerlands levnadsprinciper följdes. Vid den gamla gårdens rivning flyttades hälsohem-verksamheten till Tallmogården i Dalarna under ledning av överläkaren Karl-Otto Aly. Härigenom fördes även alltmer av komplementärmedicinska principer in Hälsofrämjandets program. 

## Nutid
Förbundet verkar för det de kallar "de 4 M:en": Mat, Motion, Miljö och Mental Hälsa och arbetar bland annat med att främja utvecklingen av hälsokostbutiker, undervisar i skolor, driver kampanjer och tidskrifter som Hälsofrämjaren. I Sverige finns numera ungefär ett 40-tal lokala kontor och 4 000 medlemmar på hemsidan. Genom åren har man arbetat för näringsriktig, ekologisk odling och kost, mot kärnkraft och droger, för rent dricksvatten och en stressfri, giftfri livsmiljö med naturnära friluftsliv. Organisationens ungdomsverksamhet bedrivs genom
Hälsorörelsens ungdomsförbund. Organisationen är ansluten till studieförbundet Nykterhetsrörelsens bildningsverksamhet (NBV). Man har också ett nära samarbete med Svenska Vegetariska Föreningen och utgör tillsammans en del av den samlade hälsorörelsen.